# Морозов (Воронежская область)
Морозов — хутор в Калачеевском районе Воронежской области.
Входит в состав Меловатского сельского поселения.

## География

### Улицы
- ул. Дачная.